# Cryptomastax rostrata
Cryptomastax rostrata är en insektsart som beskrevs av Marius Descamps 1971. Cryptomastax rostrata ingår i släktet Cryptomastax och familjen Euschmidtiidae. Inga underarter finns listade i Catalogue of Life.